# Tymphaia

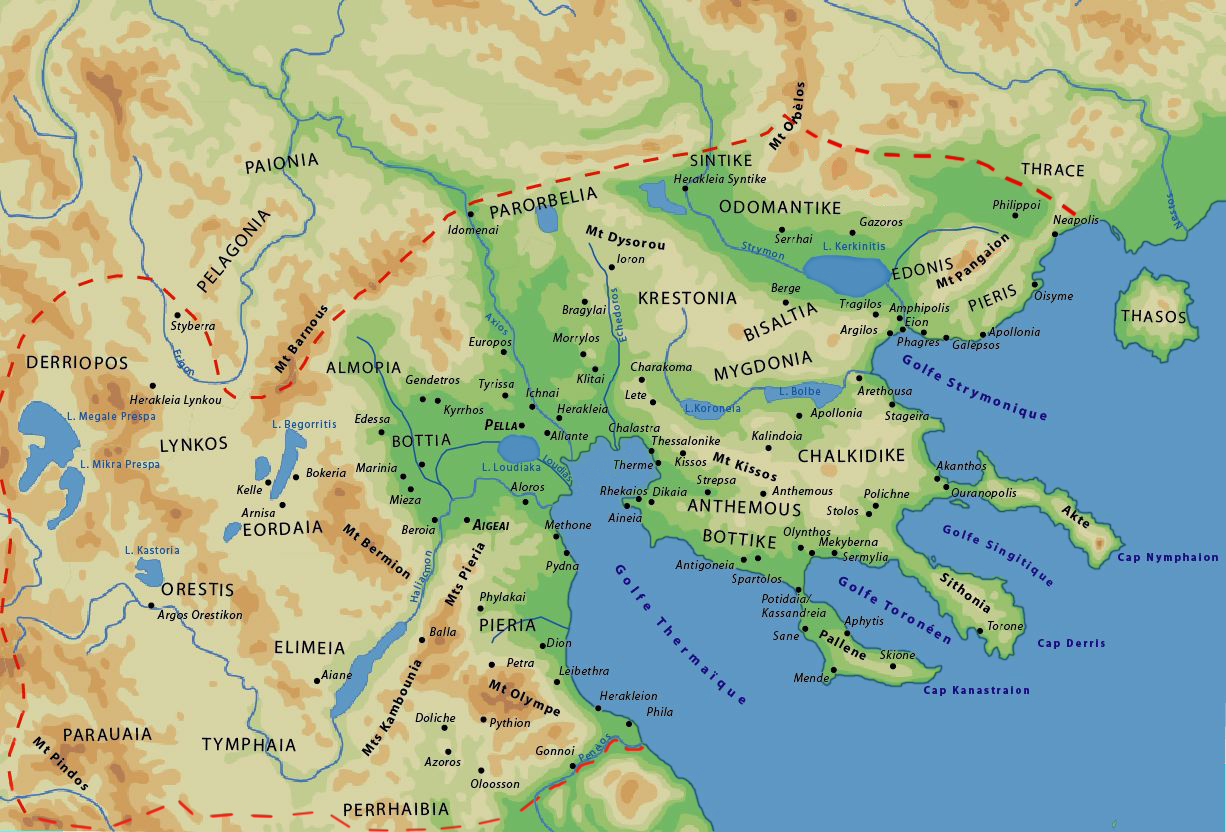
Die Landschaften des antiken Makedoniens und der Chalkidiki.

Tymphaia (altgriechisch Τυμφαία), auch Stymphaia (Στυμφαία) genannt, bezeichnete in der Antike jene Landschaft Griechenlands, die vom Oberlauf des Flusses Aliakmonas im Norden und Osten sowie dem Pindosgebirge im Westen umgrenzt wird.
Die Bewohner von Tymphaia waren Epiroten, die sich allerdings mit den jenseits des Aliakmonas siedelnden Makedonen aus der Elimiotis und Orestis vermischten. In der Mitte des 4. Jahrhunderts v. Chr. wurde das Land von Philipp II. erobert und in Makedonien integriert, seither wurde es häufig den obermakedonischen Landschaften zugerechnet. Im Jahr 335 v. Chr. durchzog Alexander der Große diese Landschaft auf seinem Zwölftagesmarsch von Pelion in Dassaretia nach Theben. Die Assimilation der Tymphäer in die makedonische Gesellschaft scheint außerordentlich schnell vonstattengegangen zu sein. Im Heer Alexanders des Großen bildeten sie ein eigenes Bataillon der Pezhetairoi, dessen Anführer Polyperchon zum zeitweiligen Regenten Makedoniens aufsteigen konnte.
König Alexander V. musste 294 v. Chr. Tymphaia wie auch Parauaia für die Hilfe des Epirotenkönigs Pyrrhos an diesen abtreten. Inwiefern diese Gebiete nach dessen Tod wieder an Makedonien zurückfielen, ist umstritten, wahrscheinlich aber verblieben sie bis zur römischen Eroberung im Epirotenbund.